# Fea-Viper
Die Fea-Viper (Azemiops feae), benannt nach dem italienischen Zoologen und Entdeckungsreisenden Leonardo Fea, ist eine Art der Urtümlichen Vipern (Azemiopinae) innerhalb der Vipern. Die taxonomische Stellung dieser in Südostasien verbreiteten Art wird noch diskutiert, wahrscheinlich sind die Vertreter der Gattung Azemiops die ursprünglichsten Arten innerhalb der Vipern. Die Fea-Viper ist sehr selten, entsprechend ist vor allem über ihre Lebensweise nur sehr wenig bekannt.

## Merkmale
Die Fea-Viper hat eine durchschnittliche Länge von etwa 80 Zentimetern und kann eine Maximallänge von etwa einem Meter erreichen. Sie ist eine glatt beschuppte, verhältnismäßig schlanke Schlange mit einem elliptischen, abgeflachten und wenig verbreiterten Kopf, dessen Oberseite mit großen Schilden besetzt ist. Der Körper ist zylindrisch und relativ schlank mit einem kurzen Schwanz. Die Färbung der Schlange ist sehr auffällig. Die Oberseite ist meist blauschwarz mit schmalen, weit voneinander entfernt stehenden, orangeroten Querbinden. Diese sind zum Teil nur als alternierende einseitige Halbbinden ausgebildet, die sich in der Rückenmitte nicht treffen. Der Kopf ist orangerot bis weißlich. Die Kopfoberseite ist schwarz gefärbt und weist einen gelblichen Mittelstreifen auf. Im Detail sind die Präfrontalschilde (Präfrontale), Frontalschilde (Frontale) und die letzten vorderen Temporalschilde (Temporale) schwarz. Der Mittelstreifen teilt den Kopf in zwei Hälften und reicht bis zum fünfzehnten Wirbel. Über dem siebten und zehnten Wirbel ist es erweitert, während es sich nach hinten zu verjüngt. Das Auge ist gelblich mit einer vertikal ausgerichteten Pupille. Die Bauchseite ist hellgrau mit einem leichten rosa Schimmer. In der Körpermitte besitzt sie um die 17 Schuppenreihen, die anders als bei anderen Vipern nicht gekielt sind. Die zwischen 180 und 189 Bauchschuppen sind abgerundet, an der Schwanzunterseite schließen sich 42 bis 53 Reihen paarweise angeordneter Subcaudalia an. Die Analschuppe ist ungeteilt.
Die Schnauze der Schlange ist kurz und breit, und dabei etwas breiter als lang. Die Scheitelschilde (Parietalen) sind etwa so lang wie ihr Abstand von der Schnauzenspitze. Die Oberlippenschilde (Supralabiale) liegen direkt an den Unteraugenschilden (Suboculare) an, statt wie bei allen anderen Vipern von diesen durch eine Schuppenreihe getrennt zu sein. Insgesamt besitzt die Schlange sechs Oberlippenschilde und sieben bis acht Unterlippenschilde (Sublabiale), zwei bis drei Voraugenschilde (Präoculare) und ein bis zwei Hinteraugenschilde (Postoculare). Unterhalb des Kopfes liegt ein Paar kurzer Kinnschuppen, die von den Bauchschuppen durch drei waagerechte Reihen kleiner Schuppen getrennt sind. Die vorn im Kiefer sitzenden und relativ kurzen Giftzähne haben anders als bei allen anderen Vipern eine Rinne von der Zahnspitze zur Austrittsöffnung des Giftkanals sowie eine klingenähnliche Verbreiterung auf der Zahnrückseite. Die weiteren Knochen des Oberkiefers, das Palatinum und das Pterygoid, sind mit zahlreichen kleinen Zähnen bestückt.
Die Schlange weist im Vergleich zu anderen Vipern aus den Gruppen der Grubenottern (Crotalinae) und der Echten Vipern (Viperinae) eine Reihe von Merkmalen auf, die als ursprünglich für alle Vipern gelten. Diese an Nattern oder Giftnattern erinnernden Merkmale sind der verhältnismäßig schlanke Körper und der längliche und von großen Schilden bedeckte Kopf. Zudem vermehrt sie sich trotz des kühlen Verbreitungsgebietes wahrscheinlich durch Eier (genau ist dies bislang nicht geklärt). Auch die quergebänderte, an Kraits erinnernde Zeichnung ist für Vipern ungewöhnlich. Dem gegenüber stehen Merkmale, die die Fea-Viper mit anderen Vertretern der Vipern teilt, vor allem den allgemeinen Schädelaufbau sowie Ähnlichkeiten in der Histologie der Giftdrüsen.

## Vorkommen und Lebensraum
Die Fea-Viper kommt von Zentralchina (von West-Yunnan und Süd-Shaanxi östlich bis Zhejiang, südlich bis Guangxi; Guizhou, Sichuan, Fujian, Jiangxi) bis Nordmyanmar und Nordvietnam und Südost-Tibet in isolierten Gebirgslagen vor. Genaue Angaben über die Verbreitung liegen allerdings nicht vor, da die Schlange nur recht selten gefunden werden konnte. Weiterhin ist unklar, wie weit die Art ostwärts verbreitet ist und in welchen Arealen Parapatrie zwischen Azemiops feae und Azemiops kharini beobachtet werden kann. Literaturangaben diesbezüglich betreffen oftmals Azemiops feae s. lat. und es ist nicht vollkommen klar, wo es sich dabei um Populationen von Azemiops kharini handelt.
Ihr Lebensraum sind kühle und feuchte Bergwälder von 600 bis etwa 1.000 m Höhe. Sie bevorzugt dabei kühlere Lagen mit Durchschnittstemperaturen zwischen 20 und 25 °C. Selten findet man diese Art an Straßen oder in Reisfeldern, in Vietnam werden Bambuswälder mit einer weichen Streuschicht als Lebensraum beschrieben. Für China werden dagegen als Habitat lockere Buschwälder der Gebirge angegeben.

## Lebensweise
Über die Lebensweise, Ernährung und Fortpflanzung dieser Art ist fast nichts bekannt. Die Schlange ist nachtaktiv und bevorzugt feuchten und kühlen Untergrund mit Bodentemperaturen zwischen 18 und 20 °C. Die Aktivitätszeit liegt in der Zeit vom März bis November, den Rest des Jahres überwintern die Tiere. Die Tiere graben nicht, allerdings konnte beobachtet werden, dass sie Erde mit der Schnauze verschieben.
Ein in Gefangenschaft gehaltenes Exemplar fraß Mäuse und bei einem Wildfang konnte eine Spitzmaus der Art Crocidura attenuata im Magen gefunden werden. Als weitere Nahrung werden kleine Reptilien angesehen, obwohl in der Gefangenschaft alle Arten von Reptilien, Amphibien und Fischen als Nahrung abgelehnt wurden. Bei Bedrohung wird der Körper abgeflacht, wodurch er breiter wird, die Unterkieferhälften werden auseinandergezogen, sodass der Kopf zudem dreieckig wird. Bei einigen gefangenen Exemplaren konnte zudem ein Vibrieren des Schwanzes beobachtet werden. Wird die Schlange in die Enge getrieben, beißt sie zu, wobei sie ihre Giftzähne nicht immer ausklappt.
Das Paarungsverhalten der Fea-Viper entspricht Beobachtungen zufolge dem anderer Vipern. Die beiden Paarungspartner kriechen erst parallel zueinander und das Männchen schlingt dann bei der Paarung seinen Vorderkörper um das Weibchen, während es einen der beiden Hemipenes einführt. Die Begattung dauert etwa 10 Minuten, die wenigen bekannten Paarungen wurden im frühen Juli beobachtet. Die Viper legt wahrscheinlich Eier, ist also ovipar, wobei die Größe der Gelege und das Aussehen der Jungtiere nicht bekannt sind. Diese Annahme entstammt dem Fund von zwei Weibchen, die in ihrem Eileiter mehrere Ovarialfollikel aufwiesen. Die Untersuchung der Eileiter und des Geschlechtstraktes ließen allerdings keinen konkreten Schluss zu, ob tatsächlich Eier abgelegt wurden.

## Taxonomie

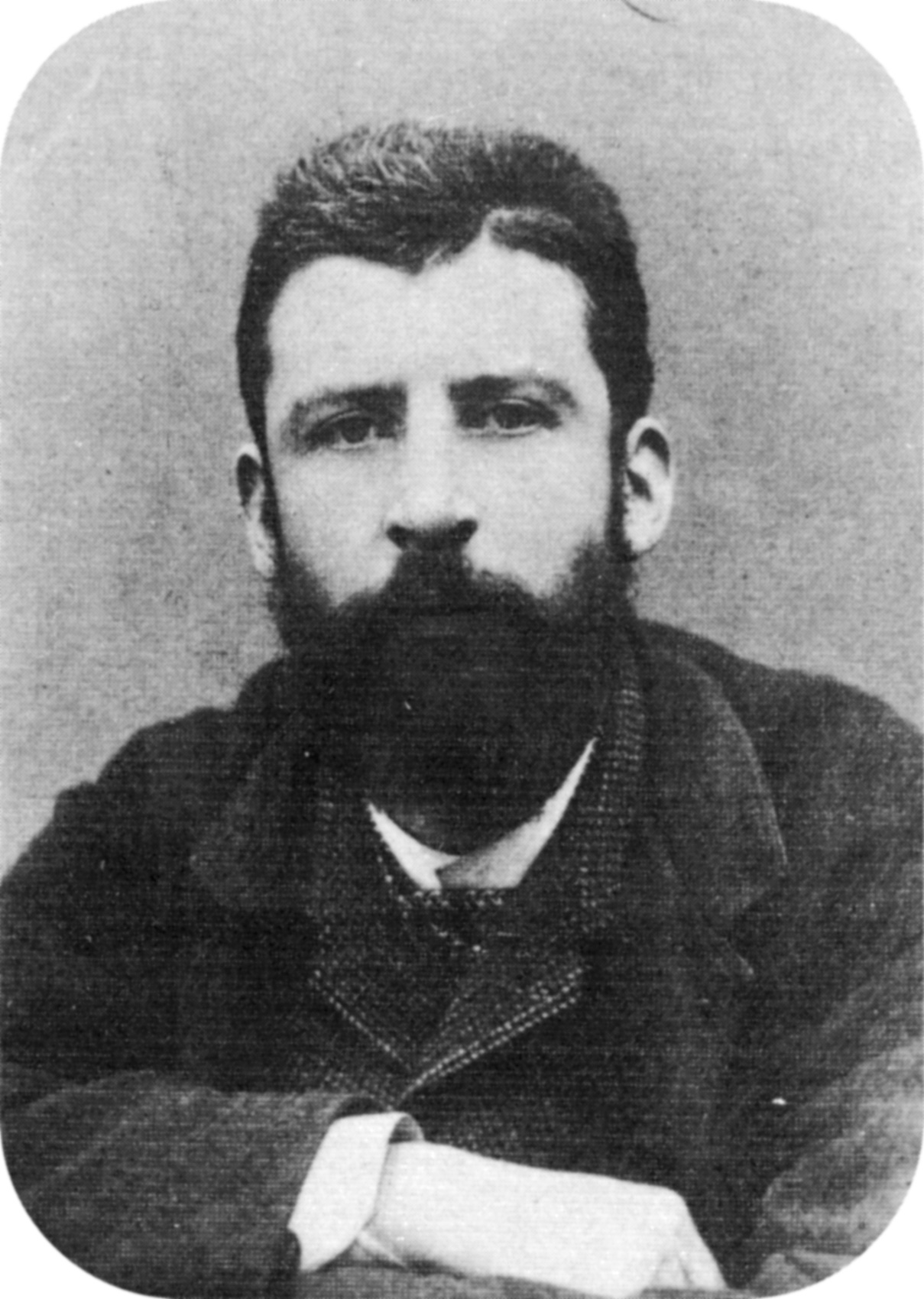
Leonardo Fea, Namensgeber der Fea-Viper

Die Erstbeschreibung erfolgte 1888 durch George Albert Boulenger auf der Basis zweier von Leonardo Fea gesammelter Schlangen. Erst 1935 kamen drei Exemplare zu den beiden einzigen davor der Wissenschaft bekannt gewordenen Tieren hinzu. Im Jahr 1985 wurde eine kleine Anzahl lebender Fea-Vipern aus Nord-Myanmar (damals Burma) ausgeführt, die allerdings nicht lange in Gefangenschaft überlebten. In ihren Heimatländern werden die Tiere ebenfalls selten aber regelmäßig gesichtet.
Vor allem aufgrund von Daten der mitochondrialen DNA sowie der Zusammensetzung des Giftes wird die Fea-Viper heute als basales Taxon in die Vipern (Viperidae) eingestellt. Andere molekularbiologische Untersuchungen nehmen jedoch eine Einordnung als Schwestergruppe der Grubenottern (Crotalinae) innerhalb der Vipern vor und auf der Basis einiger morphologischer Merkmale wie der Pupillen- und der Körperform wurde auch eine Zuordnung in die Verwandtschaft der Krötenvipern (Causinae) vermutet.
Abschließend ist die systematische Zuordnung entsprechend bis heute nicht geklärt. Ein Taxon Azemiopinae wurde jedoch 2011 und 2016 erneut durch molekularbiologische Untersuchungen mit 5 respektive 11 mitochondrialen und nuklearen Genen (Pyron et al., 2011; Alencar et al., 2016) unterstützt.
Orlov und Kollegen beschrieben 2013 mit Azemiops kharini eine zweite Art der Gattung. Exemplare von Azemiops kharini wurden in der Vergangenheit mehrfach als Azemiops feae bestimmt, da ein Bezug untersuchter Exemplare auf ein Typusexemplar nicht erfolgte.

## Gift
Wie alle Vipern ist auch die Fea-Viper giftig, allerdings sind keine Fälle von Vergiftungen beim Menschen bekannt. Die Giftmenge von fünf gemolkenen Schlangen lag bei etwa 1,75 mg Trockengewicht, bei zwei Schlangen konnten keine nennenswerten Mengen gewonnen werden. Die letale Dosis LD50 bei Mäusen mit einem Körpergewicht von 18 bis 22 Gramm liegt bei etwa 0,52 mg. Die Zusammensetzung ist nicht vollständig aufgeklärt, auf der Basis von elektrophoretischen Untersuchungen konnten 22 verschiedene Proteinbestandteile mit Molaren Massen von 10.000 bis 80.000 u festgestellt werden. Die beim Biss abgegebene Menge Gift ist nicht bekannt, sie liegt wahrscheinlich deutlich über der letalen Dosis für die Beutetiere.
Untersuchungen von Bryan Grieg Fry zeigen eine große Ähnlichkeit mit dem Gift von Waglers Lanzenotter (Tropidolaemus wagleri). Andere Studien zeigen jedoch die Nähe zu den Giften der echten Vipern, mit der Ausnahme, dass das Gift der Fea-Viper weder eine blutgerinnende noch eine blutzellenzerstörende (hämolytische) und die Muskulatur beeinflussende (myotoxische) Wirkung hat.
Bei Mäusen löst das Gift in letalen Dosen von 0,4 bis 0,6 mg eine Reihe von systemischen Symptomen aus. Bereits etwa 10 Minuten nach Giftinjektion kann eine Vergrößerung der Blutgefäße in den Ohren festgestellt werden (Vasodilatation). Nach etwa 20 bis 40 Minuten werden die Tiere träge und die Atmungsfrequenz nimmt ab, danach erschlaffen die Tiere und es folgt eine Paralyse, bei der die Tiere kaum noch in der Lage sind, sich aufzurichten. Der Tod tritt nach 85 bis 150 Minuten ein; wird diese Zeit überlebt, erholen sich die Tiere wieder und überleben. Als Antivenine sind vor allem Mittel gegen die Gifte von Tigerottern (Notechis), Todesottern (Acantophis), Mambas (Dendroapsis) und der Mittelasiatischen Kobra (Naja oxiana) sowie verschiedene Breitband-Gegengifte wirksam.